# 1939

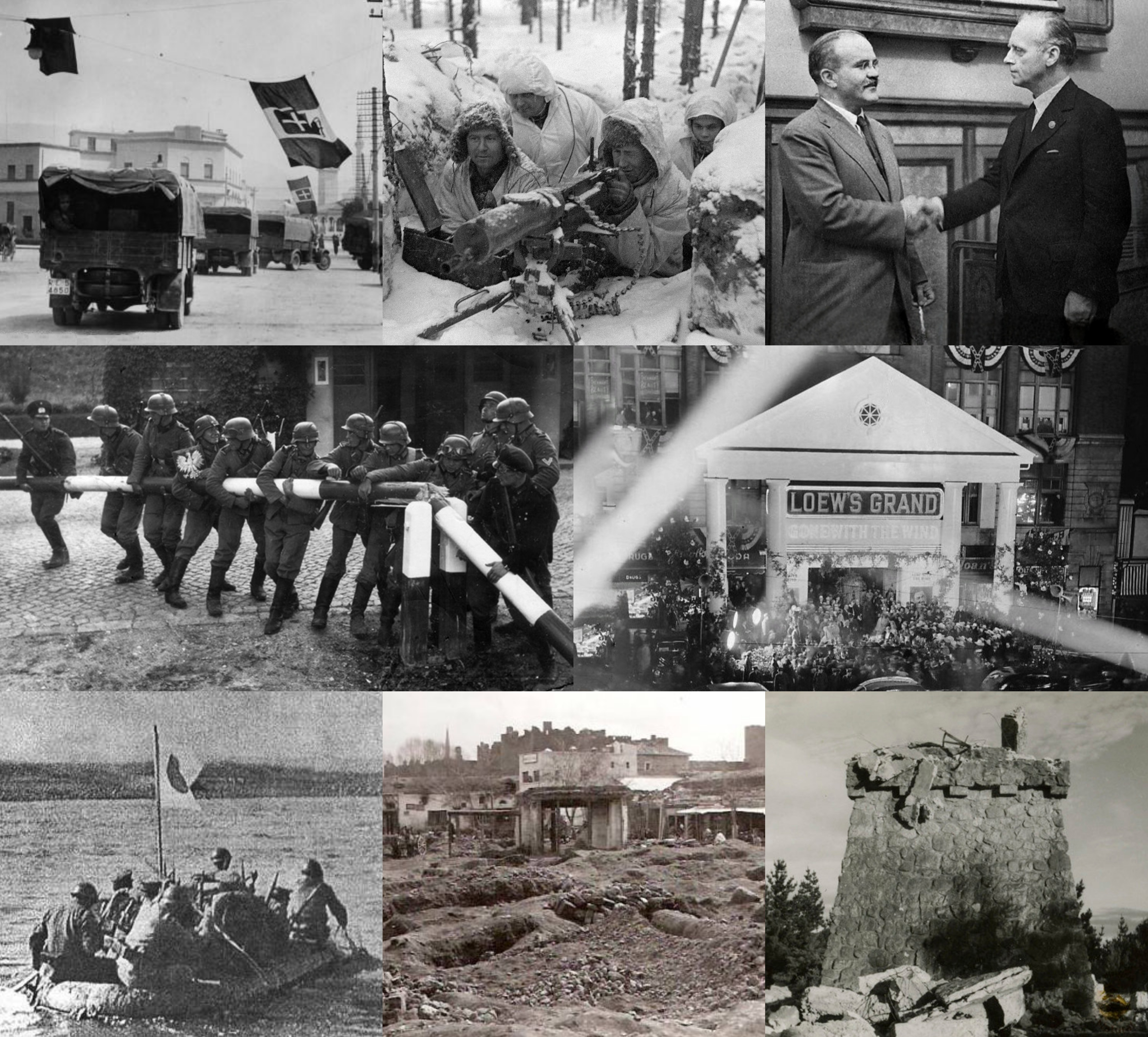

1939 (MCMXXXIX) là một năm thường bắt đầu vào Chủ nhật của lịch Gregory, năm thứ 1939 của Công nguyên hay của Anno Domini, the năm thứ 939  của thiên niên kỷ 2, năm thứ 39  của thế kỷ 20, và năm thứ  10  và cuối cùng của thập niên 1930. 

## Sự kiện

### Tháng 1
- 5 tháng 1: Phi công người Mỹ Amelia Earhart chính thức được tuyên bố là đã chết, mười tám tháng sau khi cô mất tích.[1]
- 6 tháng 1: Những khám phá của Otto Hahn trong lĩnh vực phân hạch hạt nhân được đăng trên tạp chí Naturwissenschaften.[2]
- 7 tháng 1: Nhà vật lý người Pháp Marguerite Perey xác định được francium, nguyên tố hóa học cuối cùng được phát hiện lần đầu tiên trong tự nhiên.[3]
- 14 tháng 1: Na Uy tuyên bố chủ quyền vùng đất Queen Maud ở châu Nam Cực.[4]

### Tháng 2
- 4 tháng 2: Máy bay Nhật Bản oanh tạc Quý Dương.
- 18 tháng 2: Triển lãm Quốc tế Cổng Vàng khai mạc tại San Francisco.[5]

### Tháng 3
- 27 tháng 3: Quân Nhật đánh chiếm Nam Xương.
- 28 tháng 3: Kết thúc nội chiến Tây Ban Nha.

### Tháng 4
- 8 tháng 4: Phát xít Ý xâm lược Albania.
- 14 tháng 4: Chính phủ Trung Hoa Dân Quốc phát hành công trái.

### Tháng 8
- 23 tháng 8: Ký kết Hiệp ước Xô-Đức.

### Tháng 9
- 1 tháng 9: Đức Quốc Xã tấn công Ba Lan, châm ngòi chiến tranh thế giới thứ hai.
- 3 tháng 9: Anh, Pháp tuyên chiến với Đức. Chiến tranh thế giới thứ 2 chính thức bùng nổ.
- 5 tháng 9: Hoa Kỳ tuyên bố trung lập.
- 6 tháng 9: Nam Phi tuyên chiến với Đức.
- 10 tháng 9: Canada tuyên chiến với Đức.
- 13 tháng 9: Enzo Ferrari thành lập Auto Avio Construzioni, đổi tên thành Ferrari vào năm 1946.
- 16 tháng 9: Kết thúc Chiến tranh biên giới Xô – Nhật.[6]

### Tháng 11
- 30 tháng 11: Liên Xô xâm lược Phần Lan.

### Không rõ
- Nhiếp ảnh Kirlian được phát minh bởi Semyon Kirlian.[7]
- Greggs được thành lập bởi John Gregg tại Newcastle upon Tyne, Vương quốc Anh.[8]

## Sinh

### Tháng 1
- 1 tháng 1 - Lê Gia Hội, là một nghệ sĩ ưu tú, ca sĩ opera người Việt Nam (m. 2022)
- 3 tháng 1 - Bobby Hull, vận động viên khúc côn cầu người Canada
- 6 tháng 1 - Valeri Lobanovsky, cầu thủ bóng đá, Manager người Ukraina (m. 2002)
- 9 tháng 1 - Malcolm Bricklin, nhà tiên phong trong ngành ôtô người Mỹ
- 10 tháng 1
  - Sal Mineo, diễn viên người Mỹ (m. 1976)
  - Bill Toomey, vận động viên điền kinh người Mỹ
- 11 tháng 1 - Ann Heggtveit, skier người Canada
- 12 tháng 1 - William Lee Golden, ca sĩ country/ gospel, người Mỹ
- 17 tháng 1 - Maury Povich, người dẫn chương trình người Mỹ
- 19 tháng 1 - Phil Everly, nhạc sĩ người Mỹ
- 20 tháng 1 - Chandra Wickramasinghe, nhà thiên văn, nhà thơ người Anh
- 22 tháng 1 - Ray Stevens, nhạc sĩ người Mỹ
- 29 tháng 1 - Germaine Greer, nhà văn người Úc

### Tháng 2
- 1 tháng 2 - Paul Gillmor, chính trị gia người Mỹ (m. 2007)
- 6 tháng 2 - Mike Farrell, diễn viên người Mỹ
- 10 tháng 2
  - Peter Purves, diễn viên, truyền hình Presenter người Anh
- 12 tháng 2 - Ray Manzarek, người Mỹ
- 13 tháng 2 - Beate Klarsfeld, Hunter người Đức
- 20 tháng 2 - Frank Arundel, cầu thủ bóng đá người Anh
- 21 tháng 2 - Gert Neuhaus, nghệ sĩ người Đức
- 28 tháng 2
  - Daniel C. Tsui, nhà vật lý, giải thưởng Nobel người Trung Quốc
  - Tommy Tune, diễn viên múa, Choreographer, diễn viên người Mỹ
  - nhạc sĩ Trịnh Công Sơn (m. 2001)

### Tháng 3
- 1 tháng 3 - Leo Brouwer, nhà soạn nhạc, nghệ sĩ đàn ghita người Cuba
- 4 tháng 3
  - Paula Prentiss, nữ diễn viên người Mỹ
  - Carlos Vereza, diễn viên người Brasil
- 8 tháng 3 - Robert Tear, ca sĩ tennor người Wales
- 12 tháng 3 - Johnny Callison, vận động viên bóng chày người Mỹ (m. 2006)
- 13 tháng 3 - Neil Sedaka, ca sĩ người Mỹ
- 14 tháng 3 - Raymond J. Barry, diễn viên người Mỹ
- 17 tháng 3 - Jim Gary, nhà điêu khắc người Mỹ (m. 2006)
- 31 tháng 3
  - Zviad Gamsakhurdia, tổng thống Gruzia (m. 1993)
  - Volker Schlöndorff, đạo diễn phim người Đức

### Tháng 4
- 2 tháng 4 - Marvin Gaye, ca sĩ người Mỹ, (m. 1984)
- 4 tháng 4 - Hugh Masakela, nhạc sĩ người Nam Phi
- 7 tháng 4
  - Francis Ford Coppola, đạo diễn phim người Mỹ
  - David Frost, truyền hình người Anh
- 13 tháng 4
  - Seamus Heaney, nhà văn, giải thưởng Nobel người Ireland
  - Paul Sorvino, diễn viên người Mỹ
- 16 tháng 4 - Dusty Springfield, ca sĩ người Anh, (m. 1999)
- 20 tháng 4 - Elspeth Ballantyne, nữ diễn viên người Úc
- 22 tháng 4 - Jason Miller, Playwright, diễn viên người Mỹ (m. 2001)
- 23 tháng 4 - Lee Majors, diễn viên người Mỹ
- 27 tháng 4 - Erik Pevernagie, họa sĩ người Bỉ

### Tháng 5
- 1 tháng 5 - Judy Collins, ca sĩ, người sáng tác bài hát người Mỹ
- 7 tháng 5
  - Sidney Altman, nhà hóa học, giải thưởng Nobel người Canada
  - Ruud Lubbers, thủ tướng Hà Lan
  - Jimmy Ruffin, ca sĩ người Mỹ
  - Marco St. John, diễn viên người Mỹ
- 9 tháng 5 - Ralph Boston, vận động viên điền kinh người Mỹ
- 13 tháng 5 - Harvey Keitel, diễn viên người Mỹ
- 19 tháng 5
  - Livio Berruti, vận động viên điền kinh người Ý
  - James Fox, diễn viên người Anh
  - Dick Scobee, nhà du hành vũ trụ, (m. 1986)
- 21 tháng 5 - Heinz Holliger, Oboist, nhà soạn nhạc người Thụy Sĩ
- 23 tháng 5 - Reinhard Hauff, đạo diễn phim người Đức
- 25 tháng 5 - Dixie Carter, nữ diễn viên người Mỹ
- 29 tháng 5 - Al Unser, người đua ôtô người Mỹ
- 30 tháng 5 - Michael J. Pollard, diễn viên người Mỹ

### Tháng 6
- 1 tháng 6 - Cleavon Little, diễn viên người Mỹ, (m. 1992)
- 3 tháng 6 - Ian Hunter (ca sĩ), ca sĩ người Anh
- 6 tháng 6 - Louis Andriessen, nhà soạn nhạc người Đức
- 9 tháng 6
  - Ileana Cotrubas, ca sĩ soprano người România
  - Dick Vitale, basketball broadcaster người Mỹ
- 11 tháng 6 - Jackie Stewart, người đua ôtô người Scotland
- 15 tháng 6 - Brian Jacques, nhà văn người Anh
- 16 tháng 6
  - Billy Crash Craddock, ca sĩ nhạc đồng quê người Mỹ
  - Richard Spendlove, người dẫn chương trình radio và truyền hình và kịch bản gia người Anh

### Tháng 7
- 5 tháng 7 - Booker Edgerson, cầu thủ bóng đá người Mỹ
- 14 tháng 7 - George E. Slusser, scholar, nhà văn người Mỹ
- 15 tháng 7 - Aníbal Cavaco Silva, Tổng thống và cựu thủ tướng Bồ Đào Nha
- 17 tháng 7
  - Milva, ca sĩ, nữ diễn viên người Ý
  - Ali Khamenei, Nhà lãnh đạo tối cao Iran
- 21 tháng 7 - John Negroponte, Giám đốc Tình báo Quốc gia Mỹ
- 26 tháng 7
  - John Howard, Thủ tướng thứ hai mươi lăm của Úc
  - Bob Lilly, cầu thủ bóng đá người Mỹ
- 27 tháng 7 - Michael Longley, nhà thơ người Ireland

### Tháng 8
- 12 tháng 8 - George Hamilton, diễn viên người Mỹ
- 17 tháng 8 - Luther Allison, nhạc sĩ người Mỹ, (m. 1997)
- 22 tháng 8 - Carl Yastrzemski, vận động viên bóng chày
- 29 tháng 8 - Joel Schumacher, nhà sản xuất phim, người đạo diễn người Mỹ
- 30 tháng 8 - John Peel, vận động viên đua ngựa người Anh, (m. 2004)
- 31 tháng 8 - Cleveland Eaton, nhạc Jazz nhạc sĩ người Mỹ

### Tháng 9
- 5 tháng 9 - Clay Regazzoni, Driver người Thụy Sĩ (m. 2006)
- 6 tháng 9
  - Brigid Berlin, diễn viên, nghệ sĩ người Mỹ
  - David Allan Coe, nhạc sĩ người Mỹ
- 8 tháng 9
  - Carsten Keller, vận động viên khúc côn cầu người Đức
  - Susumu Tonegawa, nhà sinh vật học, giải thưởng Nobel người Nhật Bản
  - Guitar Shorty, nghệ sĩ đàn ghita người Mỹ
- 9 tháng 9 - Ron McDole, cầu thủ bóng đá người Mỹ
- 13 tháng 9 - Richard Kiel, diễn viên người Mỹ
- 16 tháng 9 - Breyten Breytenbach, nhà văn, họa sĩ người Nam Phi
- 17 tháng 9 - Shelby Flint, ca sĩ người Mỹ
- 18 tháng 9 - Frankie Avalon, nhạc sĩ người Mỹ
- 23 tháng 9 - Janusz Gajos, diễn viên người Ba Lan
- 26 tháng 9 - Ricky Tomlinson, diễn viên người Anh
- 29 tháng 9 - Larry Linville, diễn viên người Mỹ, (mất 2000)
- 30 tháng 9
  - Len Cariou, diễn viên, ca sĩ người Canada
  - Jean-Marie Lehn, nhà hóa học, giải thưởng Nobel người Pháp

### Tháng 10
- 1 tháng 10 - George Archer, vận động viên golf người Mỹ (m. 2005)
- 7 tháng 10
  - John Hopcroft, nhà khoa học người Mỹ
  - Harold Kroto, nhà hóa học, giải thưởng Nobel người Anh
  - Bill Snyder, huấn luyện viên người Mỹ
- 11 tháng 10 - Austin Currie, chính trị gia người Ireland
- 13 tháng 10
  - T. J. Cloutier, người chơi Poker người Mỹ
  - Melinda Dillon, nữ diễn viên người Mỹ
- 18 tháng 10
  - Flavio Cotti, Federal Councilor người Thụy Sĩ
  - Lee Harvey Oswald, người được cho đã ám sát Tổng thống John F. Kennedy (m. 1963)
- 14 tháng 10 - Ralph Lauren, nhà thiết kế thời trang người Mỹ
- 22 tháng 10 - George Cohen, cầu thủ bóng đá người Anh
- 24 tháng 10 - F. Murray Abraham, diễn viên người Mỹ
- 27 tháng 10 - John Cleese, diễn viên người Anh
- 30 tháng 10
  - Leland H. Hartwell, nhà khoa học, giải thưởng Nobel người Mỹ
  - Grace Slick, ca sĩ, người Mỹ
- 31 tháng 10 - Ron Rifkin, diễn viên người Mỹ

### Tháng 11
- 1 tháng 11 - Barbara Bosson, nữ diễn viên người Mỹ
- 6 tháng 11 - Athanasios Angelopoulos, người Hy Lạp
- 9 tháng 11 - Paul Cameron, Psychologist người Mỹ
- 16 tháng 11 - Michael Billington, drama critic người Anh
- 18 tháng 11
  - Margaret Atwood, nhà văn người Canada
  - Brenda Vaccaro, nữ diễn viên người Mỹ
- 21 tháng 11 - Mulayam Singh Yadav, chính trị gia người Ấn Độ
- 23 tháng 11 - Bill Bissett, nhà thơ người Canada
- 24 tháng 11 - Thanh Tú ,nghệ sĩ cải lương người Việt Nam (m. 2022)
- 26 tháng 11 - Tina Turner, ca sĩ người Mỹ
- 27 tháng 11 - Laurent-Désiré Kabila, tổng thống Congo (m. 2001)

### Tháng 12
- 1 tháng 12 - Dianne Lennon, ca sĩ người Mỹ
- 2 tháng 12 - Yael Dayan, nhà văn, chính trị gia người Israel
- 8 tháng 12 - James Galway, Flautist người Ireland
- 10 tháng 12 - Phạm Khắc, nhà quay phim, nhà nhiếp ảnh Việt Nam (m. 2007)
- 11 tháng 12 - Thomas McGuane, nhà văn người Mỹ
- 13 tháng 12 - Eric Flynn, diễn viên, ca sĩ người Anh, (m. 2002)
- 17 tháng 12 - Eddie Kendricks, ca sĩ người Mỹ
- 18 tháng 12
  - Alex Bennett, người đài phát thanh tại Mỹ
  - Robert T. Bennett, chính trị gia người Mỹ
  - Michael Moorcock, nhà văn người Anh
  - Harold E. Varmus, nhà khoa học, giải thưởng Nobel người Mỹ
- 25 tháng 11 - Joe Gibbs, huấn luyện viên người Mỹ
- 27 tháng 11 - Bruce Lee, nghệ sĩ, diễn viên người Trung Quốc, (mất 1973)
- 1 tháng 12 - Richard Pryor, diễn viên, diễn viên hài người Mỹ, (mất 2005)
- 4 tháng 12 - Gary Gilmore, kẻ giết người người Mỹ
- 5 tháng 12 - Peter Pohl, nhà văn người Thụy Điển
- 12 tháng 12
  - Sharad Pawar, chính trị gia người Ấn Độ
  - Dionne Warwick, ca sĩ người Mỹ
- 21 tháng 12 - Frank Zappa, nhạc sĩ, nhà soạn nhạc, nhà văn châm biếm người Mỹ (m. 1993)
- 22 tháng 12 - Noel Jones, đại sứ người Anh (m. 1995)
- 26 tháng 12 - Edward C. Prescott, nhà kinh tế học, giải thưởng Nobel người Mỹ

## Mất

### Tháng 1
- 2 tháng 1 - Roman Dmowski, chính trị gia người Ba Lan (sinh 1864)
- 23 tháng 1 - Matthias Sindelar, cầu thủ bóng đá người Áo (sinh 1903)
- 24 tháng 1 - Maximilian Bircher-Benner, thầy thuốc, nhà dinh dưỡng học người Thụy Sĩ (sinh 1867)
- 28 tháng 1 - William Butler Yeats, nhà văn, giải thưởng Nobel người Ireland (sinh 1865)

### Tháng 2
- 11 tháng 2 - Franz Schmidt, nhà soạn nhạc người Áo (sinh 1874)
- 12 tháng 2 - S. P. L. Sørensen, nhà hóa học người Đan Mạch (sinh 1868)
- 22 tháng 2 - Antonio Machado, nhà thơ người Tây Ban Nha, (sinh 1875)
- 27 tháng 2 - Nadezhda Konstantinovna Krupskaya, nhà cách mạng theo chủ nghĩa Marx người Nga, vợ Vladimir Ilyich Lenin (sinh 1869)

### Tháng 3
- 2 tháng 3 - Howard Carter, nhà khảo cổ người Anh, (sinh 1874)
- 19 tháng 3 - Lloyd L. Gaines, nhà đấu tranh cho nhân quyền người Mỹ
- 28 tháng 3 - Francis Matthew John Baker, chính trị gia người Úc (sinh 1903)

### Tháng 4
- 7 tháng 4 - Joseph Lyons, thủ tướng thứ chín của Úc (sinh 1879)
- 25 tháng 4
  - John Foulds, nhà soạn nhạc cổ điển người Anh (sinh 1880)
  - Georges Ricard-Cordingley, họa sĩ (sinh 1873)

### Tháng 6
- 4 tháng 6 - Tommy Ladnier, nhạc công kèn trumpet nhạc Jazz người Mỹ (sinh 1900)
- 7 tháng 6 - Tản Đà, nhà thơ, nhà văn, nhà viết kịch nổi tiếng người Việt Nam (sinh 1889)
- 19 tháng 6 - Grace Abbott, nhân viên xã hội, nhà hoạt động người Mỹ (sinh 1878)
- 26 tháng 6 - Ford Madox Ford, nhà văn người Anh (sinh 1873)

### Tháng 7
- 14 tháng 7 - Alfons Mucha, họa sĩ, nghệ nhân trang trí người Séc (sinh 1860)

### Tháng 8
- 2 tháng 8 - Harvey Spencer Lewis, người huyền bí người Mỹ (sinh 1883)
- 11 tháng 8 - Jean Bugatti, nhà thiết kế ô tô người Đức (sinh 1909)

### Tháng 9
- 6 tháng 9 - Arthur Rackham, nghệ sĩ người Anh (sinh 1867)
- 18 tháng 9 - Stanisław Ignacy Witkiewicz, nhà văn, họa sĩ người Ba Lan (sinh 1885)
- 23 tháng 9 - Sigmund Freud, nhà tâm thần người Úc (sinh 1856)

### Tháng 10
- 7 tháng 10 - Harvey Cushing, nhà giải phẫu thần kinh người Mỹ (sinh 1869)
- 13 tháng 10 - Vũ Trọng Phụng, nhà văn Việt Nam (sinh 1912)
- 29 tháng 10 - Dwight B. Waldo, nhà sư phạm, sử gia người Mỹ (sinh 1864)

### Tháng 11
- 12 tháng 11 - Norman Bethune, người theo chủ nghĩa nhân đạo người Canada (sinh 1890)
- 28 tháng 11 - James Naismith, nhà phát minh bóng rổ người Canada (sinh 1861)
- 29 tháng 11 - Philipp Scheidemann, thủ tướng Đức (sinh 1865)

### Tháng 12
- 23 tháng 12 - Anthony Fokker, nhà sản xuất aircraft người Đức (sinh 1890)

## Giải Nobel
- Vật lý - Ernest Orlando Lawrence
- Hóa học - Adolf Friedrich Johann Butenandt, Leopold Ružička
- Y học - Gerhard Domagk
- Văn học - Frans Eemil Sillanpää
- Hòa bình - không có giải